# Palayam
Palayam è una suddivisione dell'India, classificata come town panchayat, di 14.096 abitanti, situata nel distretto di Dindigul, nello stato federato del Tamil Nadu. In base al numero di abitanti la città rientra nella classe IV (da 10.000 a 19.999 persone).

## Geografia fisica
La città è situata a 10° 42' 30 N e 78° 07' 36 E.

## Società

### Evoluzione demografica
Al censimento del 2001 la popolazione di Palayam assommava a 14.096 persone, delle quali 7.165 maschi e 6.931 femmine. I bambini di età inferiore o uguale ai sei anni assommavano a 1.732, dei quali 875 maschi e 857 femmine. Infine, coloro che erano in grado di saper almeno leggere e scrivere erano 6.392, dei quali 3.932 maschi e 2.460 femmine.